# Como Camarón
«Como Camarón» es una canción del grupo español Estopa, lanzada en 1999 como parte de su álbum debut homónimo, Estopa. Este tema se convirtió en uno de los más conocidos del grupo, marcando el inicio de su carrera en el panorama musical español.

## Composición y estilo
La canción, escrita por los hermanos José y David Muñoz, fusiona elementos de rumbas catalanas, flamenco y rock, característicos del estilo de Estopa. "Como Camarón" está inspirada en el cantaor de flamenco Camarón de la Isla y aborda temas cotidianos y experiencias juveniles con un lenguaje sencillo y cercano.
El tema se distingue por su ritmo marcado, una línea de guitarra destacada y una letra que rinde homenaje a la música flamenca mientras se conecta con el público a través de historias comunes.
Durante su composición, la canción fue escrita mientras los hermanos trabajaban en una fábrica, una experiencia que marcó muchas de las letras de su primer disco. En su versión original, la letra incluía la palabra "cocaína", que fue cambiada por "cosa fina" debido a la censura.

## Recepción y éxito
Desde su lanzamiento, "Como Camarón" obtuvo una gran popularidad. Fue uno de los sencillos más representativos del álbum debut de Estopa, que logró ventas destacadas en España, llegando a ser certificado como Disco de Diamante. La canción contribuyó a consolidar a Estopa como una de las bandas emergentes más relevantes de su época.
La canción fue el primer número 1 de Estopa en LOS40 el 18 de noviembre de 2000, destacándose por permanecer siete semanas consecutivas entre los principales de la lista. Además, su éxito fue refrendado con el Premio Ondas 2000 en la categoría de Mejor Artista o Grupo Revelación.

## Legado
"Como Camarón" es considerada una de las canciones más emblemáticas de Estopa y suele formar parte de su repertorio en vivo. Es la canción con la que cierran sus conciertos, dejando lo que ellos describen como un "buen saborcillo de boca". Diez años después de su lanzamiento, los hermanos Muñoz seguían considerándola su mejor composición.
El tema ha sido versionado en diversas ocasiones, una interpretación con Pau Gasol en el programa El Larguero de la Cadena SER en 2011 e incluso una interpretación de David Bustamante en el programa Tu Cara Me Suena. Además, es conocida como la canción favorita del futbolista Andrés Iniesta. También, interpretaron la canción junto al streamer AuronPlay en un directo en Twitch y en la gala de los Premios Esland de TheGrefg.

## Versiones
- En 2009, en el disco de Estopa X Anniversarivm, el cantante Joaquín Sabina versionó dicha canción junto al propio dúo.[9]
- En 2024, el cantante Andy Martínez versionó dicha canción en heavy metal.[10]

## Posicionamiento en listas
| Lista (2000)                | Mejor posición |
| --------------------------- | -------------- |
| España (Los 40 Principales) | 1              |

## Certificaciones
| País   | Organismo certificador | Certificación | Ventas    | Ref.   |
| ------ | ---------------------- | ------------- | --------- | ------ |
| España | PROMUSICAE             | 8× Platino    | 1.200.000 | [ 12 ] |